# Senebmiu
Sevahenre Senebmiu, tudi Sonbmiu, je slabo dokazan faraon iz pozne Trinajste egipčanske dinastije, ki je vladala v drugem vmesnem obdobju Egipta. Po mnenju egiptologa Jürgena von Beckeratha je bil 41. faraon Trinajste dinastije, Darell Baker domneva, da je bil verjetno 57. vladar, medtem ko Kim Ryholt specificira samo to, da je vladal malo časa med 1660 pr. n. št. in 1649 pr. n. št.

## Dokazi
Senebmiu je slabo dokazan faraon. Torinski seznam kraljev je za Sobekhotepom VII. na žalost zelo poškodovan, zato je identitete in dolžine vladanj zadnjih 19 faraonov Trinajste dinastije nemogoče določiti. Senebmiujev priimek Sevahenre se je kljub temu delno ohranil v 16. vrstici 8 kolone seznama, ki se bere  Se[...]enre. Darrell Baker in  Kim Ryholt pripominjata, da je tolmačenje zelo nezanesljivo in da bi ime lahko pripadalo kateremu drugemu vladarju z imenom Sekaenre. Senebmiu je dokazan v 49. vnosu Karnaškega seznama kraljev, sestavljenega med vledanjem Tutmoza III.
Primarnih dokazov Senebmiuja je malo. Vsi izvirajo iz Gornjega Egipta. Darrell Baker in Daphna Ben Tor nakazujeta, da bi to lahko pomenilo, da je Trinajsta dinastija v tistem času izgubila nadzor nad Spodnjim  in morda Srednjim Egiptom. Na fragmentu apnenčaste stele, ki ga je odkril G.W. Fraser leta 1893 v Gebeleinu (Britanski muzej  BM EA24895), je zapis  "Sin Raja, njegovega telesa, Senebmiu". Stela je nekoč morda prikazovala vladarja z dvojno krono, ki daruje bogovom, vendar je relief izgubljen. Drug Senebmiujev dokaz je bil odkrit v pogrebnem templju Mentuhotepa II. v Deir el-Bahariju, kjer je ob majhnem naosu napis s faraonovim titularjem. Senebmiuja dokazuje tudi napis v zdaj izgubljeni grobnici enega od dvorjanov v Kurni na zahodnem bregu Nila nasproti Karnaka, ki se bere: "Kraljevi pečatar, nadzornik prebivalcev močvirij Senebni".